# Digby Mackworth Dolben
Digby Augustus Stewart Mackworth Dolben (8 de febrero de 1848-28 de junio de 1867) fue un poeta británico, cuya reputación se debe a Robert Bridges, el cual fue quien publicó una parte de sus poemas en el año 1911. 

## Vida
Nació en Guernsey, y creció en Northamptonshire. Se educó en el Colegio Eton, un prestigioso colegio independiente para chicos. Estudió bajo la influencia del catedrático William Johnson Cory, cuyos principios de la pedagogía pederástica y su poemario Ionica le inspiraron la mayor parte de su poesía.
Dolben causó un fuerte escándalo en el colegio por su comportamiento exhibicionista. Mostró tener un cierto enamoramiento hacia otro alumno, Martin Le Marchant Hadsley Gosselin, escribiendo poesía amorosa. Se unió al Movimiento de Oxford, y más tarde a la Orden de San Benito.
En 1865, cuando cumplía 17 años, Robert Bridges le presentó a Gerard Manley Hopkins. Este encuentro fue bastante importante para la vida éste, lo que se evidencia en dos poemas dedicados a Dolben por parte de Hopkins.
Su obra se clasifica dentro de la poesía uraniana, y fue Bridges quien garantizó su reputación publicando  Three Friends: Memoirs of Digby Mackworth Dolben, Richard Watson Dixon, Henry Bradley (1932), así como corrigiendo cuidadosamente su poesía.
Dolben se ahogó en el río Welland cerca de South Luffenham, a la edad de 19 años. Walter Prichard, que tenía diez años y era hijo de su tutor, iba con él, que no sabía nada, pero que sobrevivió.